# Bolua
Bolua is een geslacht van rechtvleugeligen uit de familie sabelsprinkhanen (Tettigoniidae). De wetenschappelijke naam van dit geslacht is voor het eerst geldig gepubliceerd in 1999 door Ünal.

## Soorten
Het geslacht Bolua  is monotypisch en omvat slechts de volgende soort:
- Bolua turkiyae (Ünal, 1999)